# Austremonio di Clermont
Austremonio, anche Stremonius o Austremonio di Clermont (III secolo – 286 o IV secolo), fu l'evangelizzatore dell'Alvernia e il primo vescovo di Clermont.

## Biografia
Secondo Gregorio di Tours Austremonio era uno dei sette vescovi che papa Fabiano avrebbe inviato da Roma in Gallia per predicare il vangelo all'epoca dell'imperatore Decio (250/251): Graziano di Tours, Trofimo di Arles, Sereno di Sirmio, Paolo di Narbona, Saturnino di Tolosa, Dionigi di Parigi, Marziale di Limoges e Austremonio di Clermont. Gregorio di Tours riferisce inoltre come il corpo del santo fosse stato dapprima sepolto ad Issoire, ove fu oggetto di grande venerazione, per poi essere traslato a Saint-Yvoine.
Il suo culto era principalmente a Clermont, dove tuttavia venne considerato come vissuto nel I secolo, come altri "apostoli della Gallia" quali san Marziale, per inserirlo nel gruppo dei "settantadue discepoli di Cristo": si sosteneva che fosse un ebreo convertito, che avrebbe viaggiato con san Pietro dalla Palestina a Roma, per divenire in seguito "apostolo dell'Alvernia, come del Berry e del Nivernese. A Clermont avrebbe convertito il senatore Cassio e il sacerdote pagano Vittorino. Avrebbe quindi inviato san Sirenato (Cerneuf) a Thiers, san Mario a Salers e san Nettario e sant'Antonino in altre parti dell'Alvernia. Sarebbe quindi stato decapitato nel 92.

## Culto
La leggenda agiografica nacque da una vita di sant'Austremonio scritta nel X secolo nell'abbazia di Mozac, dove il corpo del santo venne traslato nella seconda metà del IX secolo. Questa Vita sarebbe quindi stata riscritta e ampliata dai monaci di Issoire, che conservava la reliquia della testa del santo. Esiste inoltre un'altra Vita del santo del tardo XI secolo in cui viene collegato al re Pipino (che può essere identificato o come Pipino il Breve o con uno dei re di Aquitania con questo nome).
La sua tomba venne aperta nel 1197.

## Galleria d'immagini

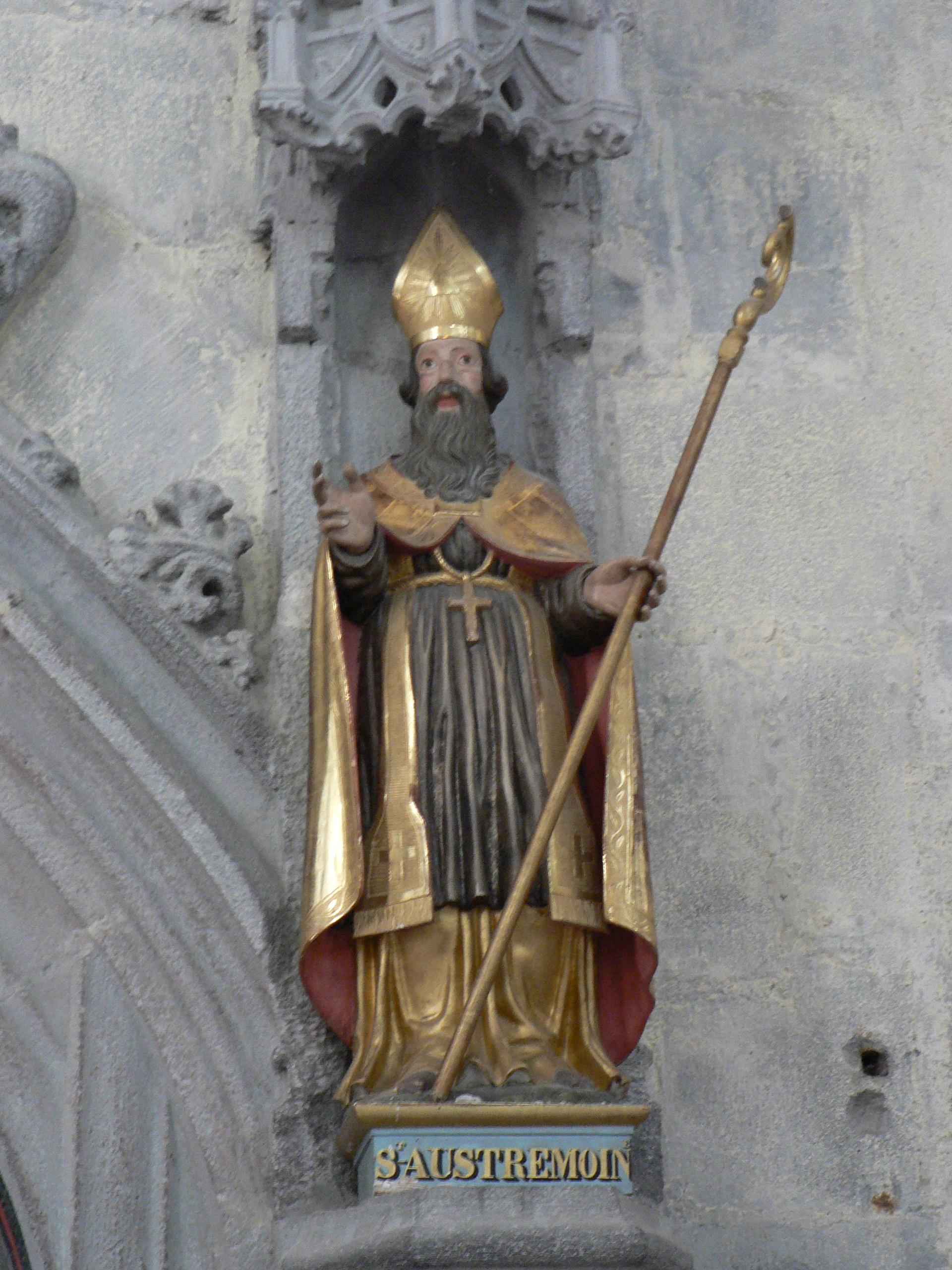
Statua nell'abbazia di Mozac
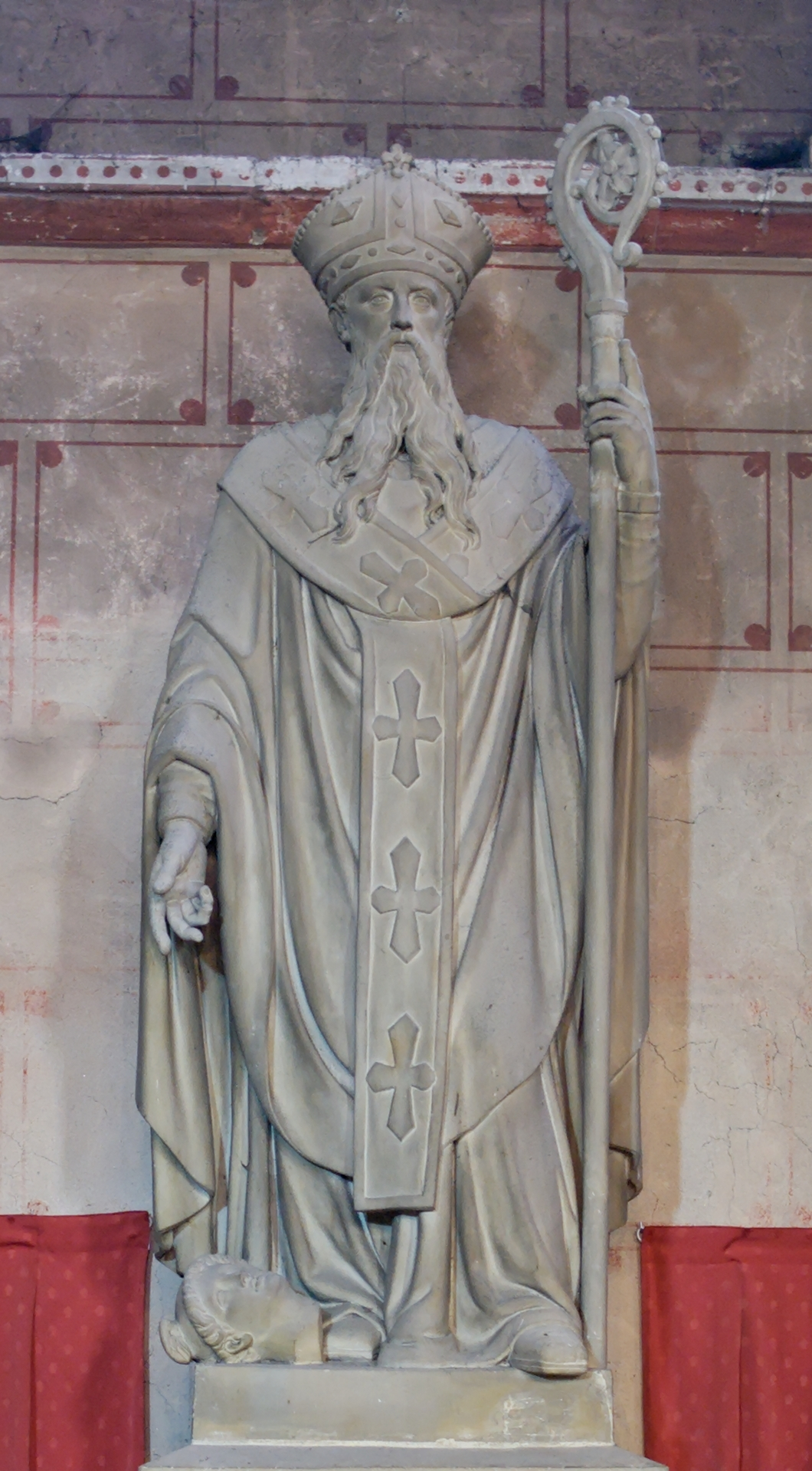
Statua nella chiesa di Saint Austremoine a Issoire
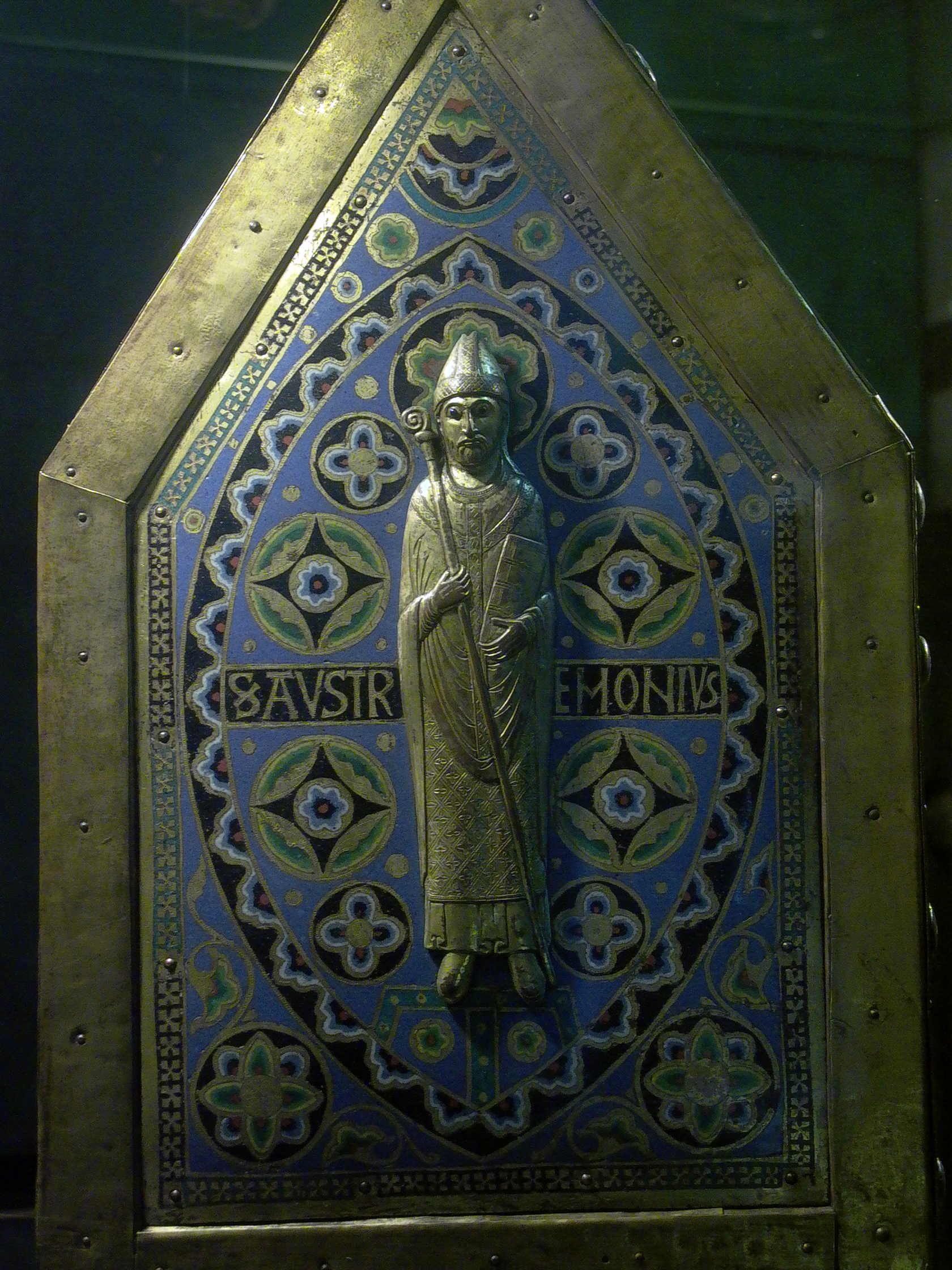
Bassorilievo nell'abbazia di Mozac
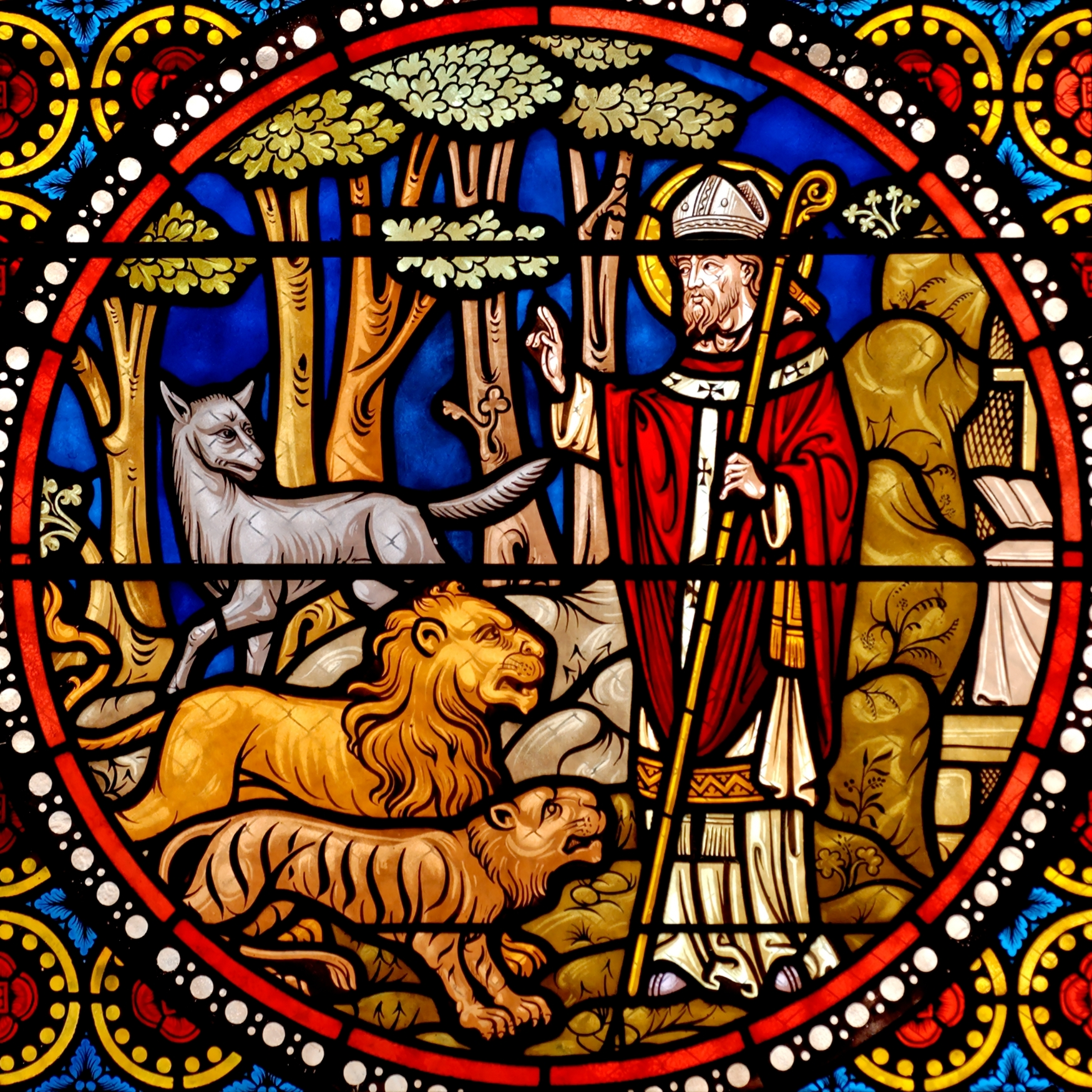
Pannello inferiore di una vetrata nella chiesa di Saint Austremoine a Issoire, rappresentante il santo tra le belve
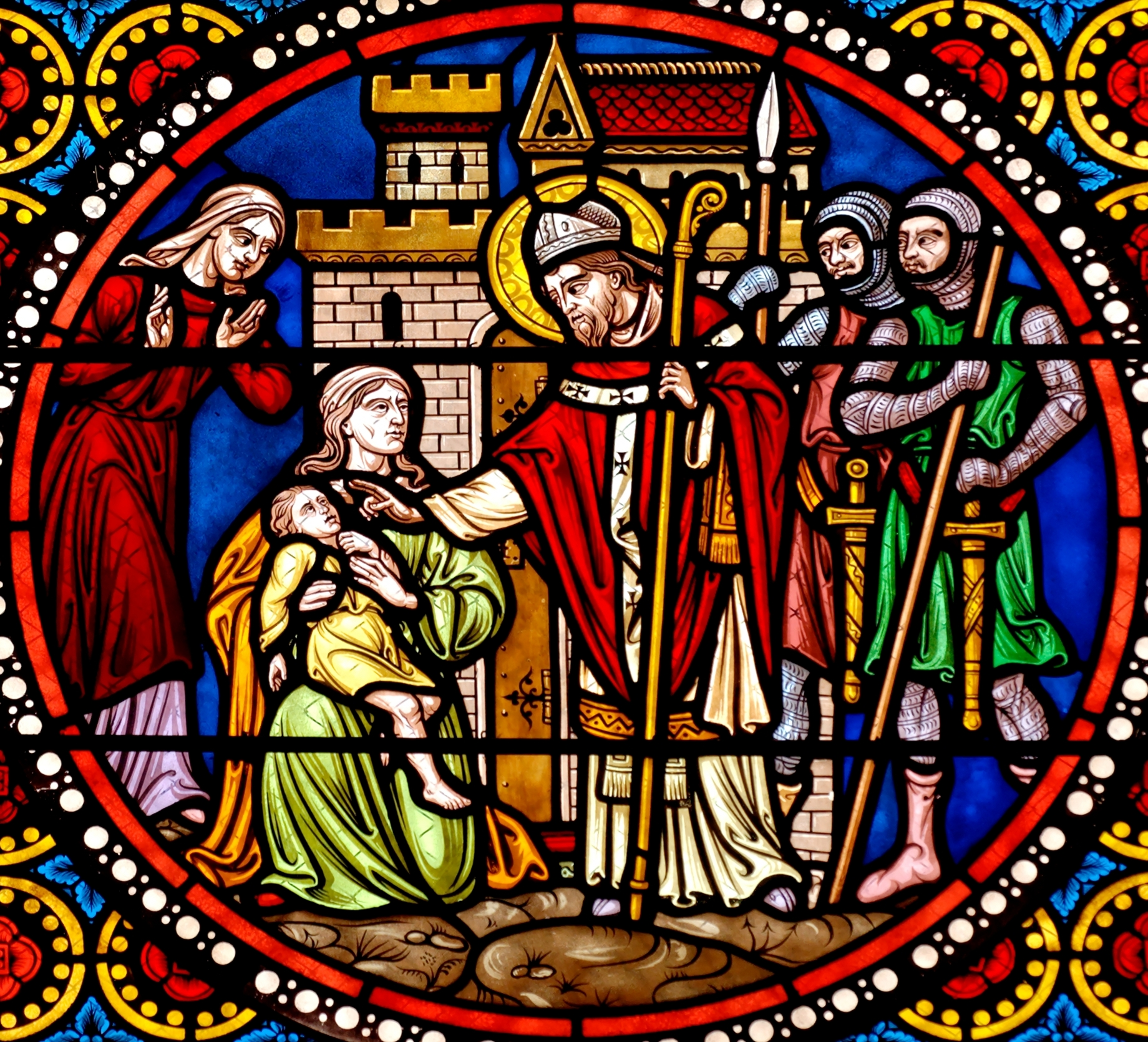
Pannello centrale di una vetrata nella chiesa di Saint Austremoine a Issoire rappresentante il santo intento a benedire
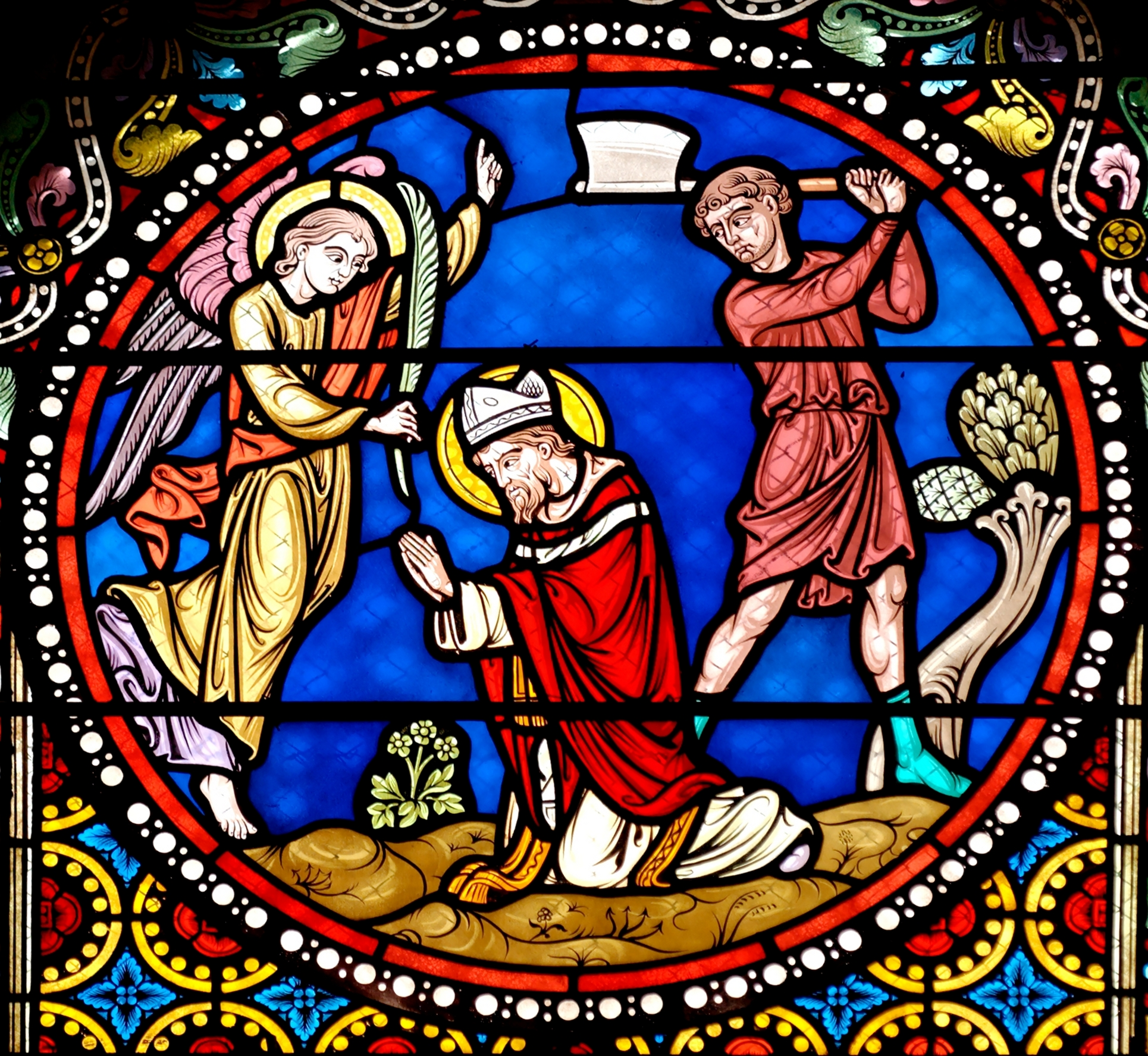
Pannello superiore di una vetrata nella chiesa di Saint Austremoine a Issoire che rappresenta il martirio del santo